# Diplodactylus polyophthalmus
Espèce
Diplodactylus polyophthalmus est une espèce de gecko de la famille des Diplodactylidae.

## Répartition
Cette espèce est endémique d'Australie-Occidentale.

## Description
C'est un gecko terrestre, nocturne et insectivore

## Publication originale
- Günther, 1867 : Additions to the knowledge of Australian Reptiles and Fishes. Annals and Magazine of Natural History, ser. 3, vol. 20, p. 45-68 (texte intégral).